# Mielichhoferia woodii
Mielichhoferia woodii är en bladmossart som beskrevs av Potier de la Varde 1956. Mielichhoferia woodii ingår i släktet kismossor, och familjen Bryaceae. Inga underarter finns listade i Catalogue of Life.